# Никола Геройски
Никола С. Геройски или Героят е български революционер, битолски войвода на Вътрешната македоно-одринска революционна организация.

## Биография
Геройски е роден в битолското село Брезово, Османската империя, днес Северна Македония. Войвода е на хайдушка дружина в Скопско.
В 1895 година взема участие в акцията на Македонския комитет, но четата му е разбита, а той самият е пленен. Никола Геройски лежи в Скопския затвор и на остров Родос, но е амнистиран в 1897 година и се завръща в Княжество България.
През лятото или късната есен на 1897 година заедно с Йордан Пиперката и Янаки Янев става четник при първия кичевски войвода Дуко Тасев. През 1899 година заминава с чета за Битолско.
Прави опит да получи откуп за отвлечения богаташки син Мацанчето, но влиза в конфликт с местния разбойник Рампо Дудин от Прилеп и Мацанчето успява да избяга и издаде четата. Следствие на това се образува афера, при която са заловени хора от Крушевско и Битолско.
Никола Геройски загива на 27 август 1899 година в сражение с турска войска